# Vidini Királyság

A Vidini Királyság

A Vidini Királyság (bolgárul: Видинско царство, régi magyar nevén Bodonyi Királyság) egy rövidéletű bolgár állam.
1356-ban Iván Sándor bolgár cár függetlenítette Vidint Bulgária többi részétől, fiát Iván Szracimirt kinevezve az új állam uralkodójává.
1365-ben magyar keresztesek foglalták el az államot, 1369-ig állt fenn uralmuk (innen származik a magyar királyok egyik címe: „Bolgárország királya”).
Miután a legnagyobb, Tarnovo központú bolgár állam 1393-ban oszmán kézre került, a Vidini királyság maradt az egyetlen még független bolgár állam. Azonban a Vidini Királyság függetlensége sem tartott sokáig, 1396-ban Vidint is meghódították a törökök.